# 父さんギツネバンザイ
『父さんギツネバンザイ』（とうさんギツネバンザイ、原題：Fantastic Mr Fox）は、1970年出版のロアルド・ダールの児童文学作品。
日本では評論社より二度にわたって出版された（訳：田村隆一、米沢万里子）。また、2006年には『すばらしき父さん狐』（訳：柳瀬尚紀）と改題されて出版されている。

## あらすじ
父さんギツネは生活のために意地悪な3人の農場主たちからニワトリやアヒル、七面鳥を盗み出していた。これが原因で3人の農場主たちは鉄砲で父さんギツネの尻尾を吹き飛ばしたどころか、ショベルカーでキツネ一家の住んでいた丘の上の森の大きな木の下の洞穴を荒らし、使用人たちを森に放って山狩りを始めた。キツネ一家は万事休すと思われたが、父さんギツネの機転で3人の農場主たちの隙をついて食料を得ることに成功し、山狩りで居場所をなくした動物たちも助けることができた。一方、3人の農場主たちは洞穴の跡でキツネ一家が飢えに耐えかねて飛び出してくるのをいまだに待ち続けていた。

## 登場人物

### 動物たち
父さんギツネ（Mr.Fox）
本作の主人公。家族は妻と4匹の子供（一番上は長男）。3人の農場主によって尻尾を失う。自分が3人の農場主たちから狙われることになったせいで森の動物たちを危険にさらしてしまったことに責任を感じている。3人の農場主たちが自分たちが住んでいた洞穴の跡を見張っている隙をついて、彼らのため込んでいる商品を失敬する。最後は森の動物たちに地下街を作って住むことを提案する。
アナグマ（Badger）
父さんギツネの知りあい。家族は妻と3匹の子供。リンゴ酒が大好物。父さんギツネがボギスの鶏小屋に忍び込んだあとに、一緒にバンスの倉庫とビーンの酒蔵に忍び込んだ。
モグラ
父さんギツネの知りあい。家族は妻と4匹の子供。物語終盤に姿を見せる。
ウサギ
父さんギツネの知りあい。家族は妻と5匹の子供。肉類は食べられない（そのため、末っ子ギツネの提案でバンスの倉庫からニンジンも持ち出した）。物語終盤に姿を見せる。
イタチ
父さんギツネの知りあい。家族は妻と6匹の子供。物語終盤に姿を見せる。

### 3人の農場主たち
本作の悪役たち。3人とも働き者で金持ちにもかかわらず、ケチでひねくれている。『すばらしき父さん狐』では訳者の意向により別の名前に変更されている。
ボギス（Boggis）
養鶏業者で肥満体の男。鶏肉料理が大好物。35人の使用人がいる。
バンス（Bunce）
アヒルとガチョウを飼っている小男。ガチョウのレバーペーストを詰めた揚げパンが大好物。36人の使用人がいる。
ビーン（Bean）
七面鳥を飼い、リンゴ園を経営している痩せた長身の男。リンゴ酒が大好物。37人の使用人がいる。劇中で唯一既婚者であることが判明している。

## 単行本
- 通常装丁版（1976年3月発売）ISBN 456601052X
- てのり文庫（1988年9月発売）ISBN 4566022552
- 『すばらしき父さん狐』（2006年1月発売）ISBN 4566014134

## 映像化
2009年にストップモーション・アニメーション映画として公開された。
監督はウェス・アンダーソン、声優はジョージ・クルーニー、メリル・ストリープ、ビル・マーレイなどが務めた。
第9回ニューヨーク映画批評家オンライン賞では作品トップ10に選ばれた。